# Vadiče
Vadiče je naselje u slovenskoj Općini Tržiču. Vadiče se nalazi u pokrajini Gorenjskoj i statističkoj regiji Gorenjskoj. 

## Stanovništvo
Prema popisu stanovništva iz 2002. godine naselje je imalo 18 stanovnika.